# Helpling
Helpling är ett e-handelsföretag baserat i Berlin i Tyskland, med verksamhet i Tyskland, Frankrike, Nederländerna, Sverige och Österrike. Affärsidén är en onlineplattform för bokning av städhjälp. Helpling startades i april 2014 och får stöd av Rocket Internet, där Kinnevik är storägare. Sverigechef är Lise Rechsteiner.

## Historia
Helpling grundades i Berlin i mars 2014 av Benedikt Franke och Philip Huffman 
med ett team om 25 medarbetare . Under våren expanderade man snabbt i Tyskland och i juni lanserades tjänsten i Frankrike, Nederländerna, Sverige och Österrike . Enligt företagets grundare är målet att finnas på minst tio marknader innan årsskiftet. I juli 2014 hade Helpling 150 anställda samt några tusen städare anslutna till bolaget i totalt 120 städer , inklusive Stockholm, Göteborg och Malmö.

## Plattform
Helpling använder en onlineplattform för att koppla samman städare med kunder i deras närområde. Tjänsten låter användare boka genom att uppge personliga uppgifter på hemsidan eller i mobilappen. Systemet använder en algoritm som matchar passande städare med kunder. Städhjälp kan bokas timvis eller per rum, med möjligheten att komplettera med tilläggstjänster. Efter genomförd städning kan kunden utvärdera kvaliteten på tjänsten, samt välja att boka samma städare igen i framtiden.

## Skuggekonomin
Kort tid efter att Helpling lanserades började det diskuteras i media om företagets relation till svart arbetskraft. På flera håll i Europa är svart arbetskraft ett stort problem, något som EU har arbetat med att försöka motverka. I Tyskland, där Helpling startades, beräknas hela 95% av marknaden för hemstädning vara svart. Företagets grundare har i intervjuer sagt att man hoppas kunna ta marknadsandelar från den svarta ekonomin.